# Sluiterina album
Sluiterina album är en djurart som tillhör fylumet skedmaskar, och som beskrevs av Murina G.V.V. 1978. Sluiterina album ingår i släktet Sluiterina och familjen Bonelliidae. Inga underarter finns listade i Catalogue of Life.